# 246. strelska divizija (ZSSR)
246. strelska divizija (izvirno rusko 246. стрелковая дивизия; kratica 246. SD) je bila strelska divizija Rdeče armade v času druge svetovne vojne.

## Zgodovina
Divizija je bila ustanovljena julija 1941 v Rjbinsku.